# Lavochkin La-15
Lavochkin La-15 (tên ký hiệu của NATO: 'Fantail'), có tên gọi ban đầu là La-174, là một trong những máy bay tiêm kích phản lực đầu tiên của Liên Xô và là máy bay tiêm kích cùng thời với Mikoyan-Gurevich MiG-15. Dù nó có một số đặc điểm kỹ thuật tốt hơn so với MiG-15, nhưng MiG-15 lại có lợi thế về sản xuất dễ dàng và giá thành thấp nên MiG-15 đã được ưu đãi hơn La-15, và chỉ có một số nhỏ La-15 được chế tạo.

## Phát triển

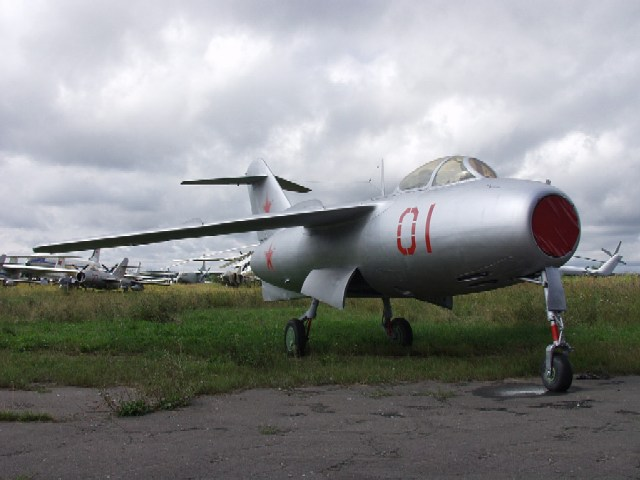
La-15 tại Monino

La-15 là kết quả của một loạt những phát triển máy bay mà bắt đầu với "Lavochkin 168" vào năm 1947 và tiếp tục với "Lavochkin 176" sau năm 1948. Chúng được thiết kế với động cơ của Anh là Rolls-Royce Derwent V và Nene, do Liên Xô có được vào năm 1947 và sau đó sao chép lại thành động cơ RD-500 và RD-45. La-174 được trang bị động cơ Derwent V (lúc đầu gọi là "174") được thiết kế như một bản sao lưu cho chương trình chính của La-168 trang bị động cơ Nene, nếu như người Anh ngừng việc cung cấp những động cơ Nene đốt nhiên liệu lần hai mạnh mẽ. Nguyên mẫu đầu tiên của La-174 bay lần đầu tiên vào ngày 8 tháng 1-1948, sau khi MiG-15 thực hiện chuyến bay đầu đúng 8 ngày. Nguyên mẫu đầu tiên sau đó đã mất vào ngày 11 tháng 5-1948 do chấn động. Những cuộc thử nghiệm tiếp tục diễn ra với nguyên mẫu thứ hai cải tiến, có tên gọi "174D". Từ tháng 8 đến 5 tháng 9-1948, nó đã trải qua các cuộc thử nghiệm cấp nhà nước. Khi so sánh với MiG-15 trang bị động cơ Nene, nó gần như cùng tốc độ và thao diễn tốt hơn, và tỷ lệ leo cao thấp hơn. Thậm chí trong khi nguyên mẫu thứ hai của La-174 đang trải qua các chuyến bay thử nghiệm vào tháng 8, kiểu máy bay này đã được đặt hàng để sản xuất vào tháng 9-1948. Tháng 4-1949 nó được đưa vào sử dụng chính thức trong quân đội với tên gọi La-15. 
La-15 có thân giống như một thùng tròn, cánh xuôi sau, và bộ thăng bằng được đặt trên cao ở đuôi, gần như một đuôi-T, mọi đặc tính này đã khiến các nhà phân tích nhạc nhiên về những đặc điểm giống nhau của La-15 với các loại máy bay khác, bao gồm bộ bánh đáp được chế tạo cho loại máy bay tiêm kích phản lực thế hệ hai Focke-Wulf Ta 183 của Đức không bao giờ được chế tạo. Trong cấu hình cơ bản, nó giống với MiG-15 nổi tiếng hơn, ngoại trừ vẻ ngoài mảnh khảnh và cánh được gắn cao trên thân. Nó khá thân thiện với phi công, vì nó điều khiển bằng tay rất dễ dàng và có độ tin cậy cao, và nó có buồng lái điều áp đem lại an toàn cho phi công khi đang bay trên độ cao lớn. Tuy vậy, mối quan tâm mà các quan chức của chính phủ dành cho La-15 lại không lớn, phần lớn vì nó là một thiết kế phức tạp đòi hỏi công nghệ cao trong gia công sản xuất và đắt tiền. Với động cơ mới Klimov VK-1 (cải tiến từ động cơ Nene), những nhà chức trách Liên Xô quyết định sản xuất chỉ một loại máy bay tiêm kích, và họ chọn MiG-15bis, mặc dù những máy bay tiêm kích mới của Lavochkin là La-168 và La-176 với động cơ VK-1 đã được thiết kế dựa trên La-15, và có hiệu suất tốt hơn. MiG-15 có một số điểm yếu thế hơn so với La-15, nhưng dễ dàng trong việc sản xuất hàng loạt.
235 chiếc La-15 đã được chế tạo, và phục vụ trong Không quân Xô viết cho đến năm 1954. Một phiên bản huấn luyện hai chỗ cũng được phát triển với tên gọi La-180 và được sản xuất với tên gọi La-15UTI, nhưng giống như mẫu tiêm kích La-15, mẫu huấn luyện không được quan tâm, sau đó đã bị hủy bỏ trước khi bắt đầu sản xuất hàng loạt, chỉ có 2 chiếc được chế tạo.

## Quốc gia sử dụng
- Liên Xô: Không quân Xô viết

## Thông số kỹ thuật (La-15)

La-15

### Đặc điểm riêng
- Phi đoàn: 1
- Chiều dài: 9.56 m (31 ft 4 in)
- Sải cánh: 8.83 m (29 ft 0 in)
- Chiều cao:
- Diện tích cánh: 16.2 m² (174 ft²)
- Trọng lượng rỗng: 2.575 kg (5.677 lb)
- Trọng lượng cất cánh: 3.850 kg (8.490 lb)
- Trọng lượng cất cánh tối đa: n/a
- Động cơ: 1× Klimov RD-500, 15.6 kN (3.495 lbf)

### Hiệu suất bay
- Vận tốc cực đại: 1.026 km/h (554 kt, 638 mph)
- Tầm bay: 1.170 km (632 nm, 730 mi)
- Trần bay: 13.000 m (42.650 ft)
- Vận tốc lên cao: 1.612 m/min (5.289 ft/min)
- Lực nâng của cánh: 238 kg/m² (48.7 lb/ft²)
- Lực đẩy/trọng lượng: 1:2.4 (4.1 N/kg)

### Vũ khí
- 3 × pháo 23 mm Nudelman-Suranov NS-23

## Nội dung liên quan

### Máy bay có cùng sự phát triển
- La-168
- La-172
- La-176

### Máy bay có tính năng tương đương
- MiG-15
- Pulqui II
- Focke-Wulf Ta 183
- Yakovlev Yak-25
- F-84F Thunderstreak
- F-86 Sabre

### Trình tự thiết kế
La-7 -
La-9 -
La-11 -
La-15 -
La-17